# Savaria
Savaria est une ancienne ville de la province romaine de Pannonie. Elle correspond à l'actuelle Szombathely, comitat de Vas en Hongrie.
D'importants vestiges sont aujourd'hui visibles dans le jardin des ruines d'István Paulovics Járdányi et une reconstruction partielle de l' Iseum local a été achevée en 2010 près du musée  qui présente les découvertes les plus importantes de l'ancienne cité. En devenant capitale provinciale, Savaria devient une métropole influente au début du IIe siècle apr. J.-C., qui doit très probablement sa richesse à la route de l'ambre qui passait par ici. Szombathely est probablement la plus ancienne ville pannonienne fondée  et donc la plus ancienne ville romaine du territoire hongrois actuel.

## Historique
Le nom de Colonia Claudia Savariensum était déjà mentionné par Pline l'Ancien, qui vécut au Ier siècle apr. J.-C., dans son Naturalis historia. La ville est mentionnée plus loin par Claude Ptolémée au IIe siècle. Dans la Table de Peutinger , une carte de l'Antiquité tardive du réseau routier romain du IVe siècle, la ville est appelée Sabarie . Le lieu se retrouve également dans la Notitia dignitatum, un manuel d'État romain de la première moitié du Ve siècle.

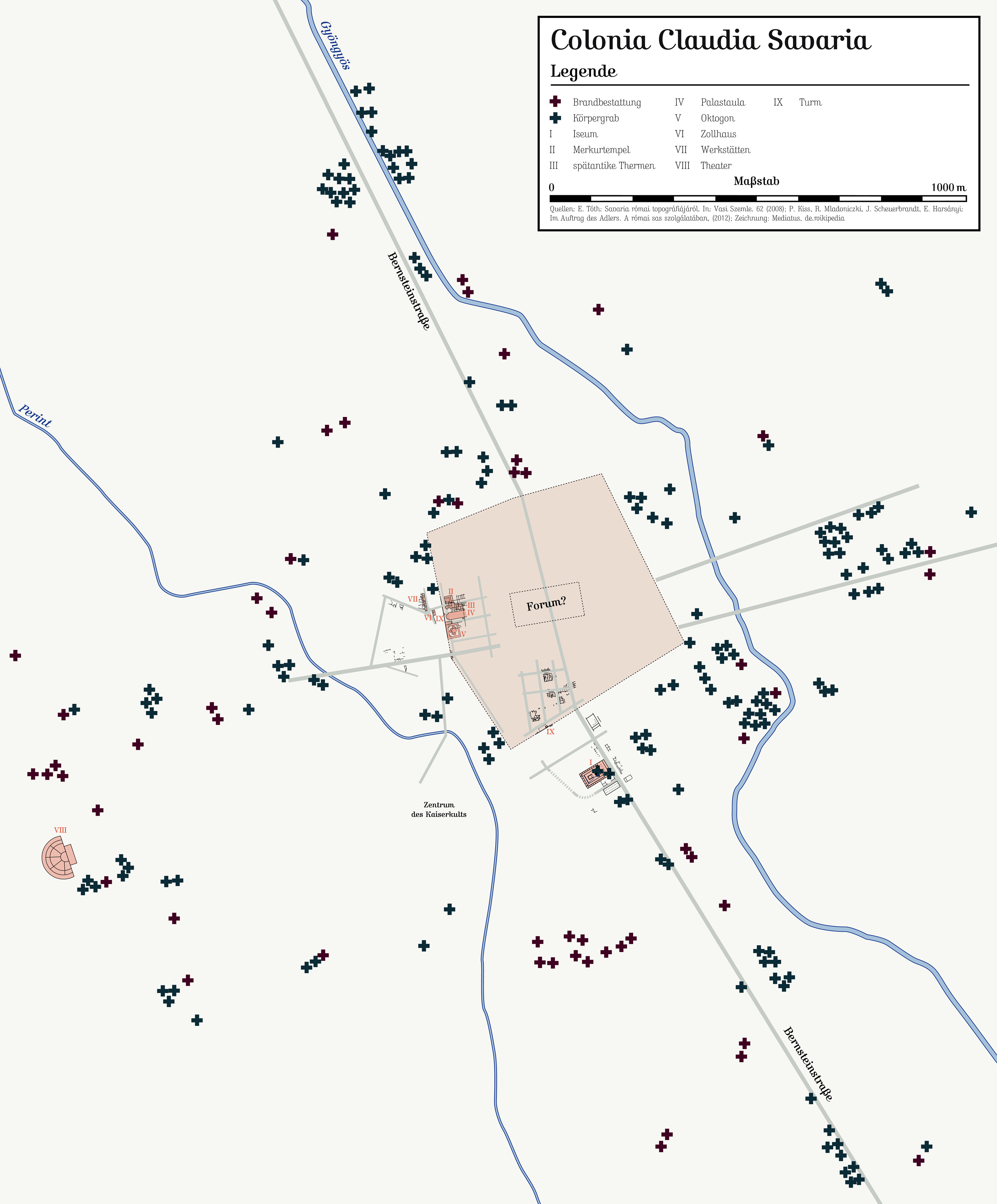
Plan de la colonia Claudia Savaria.

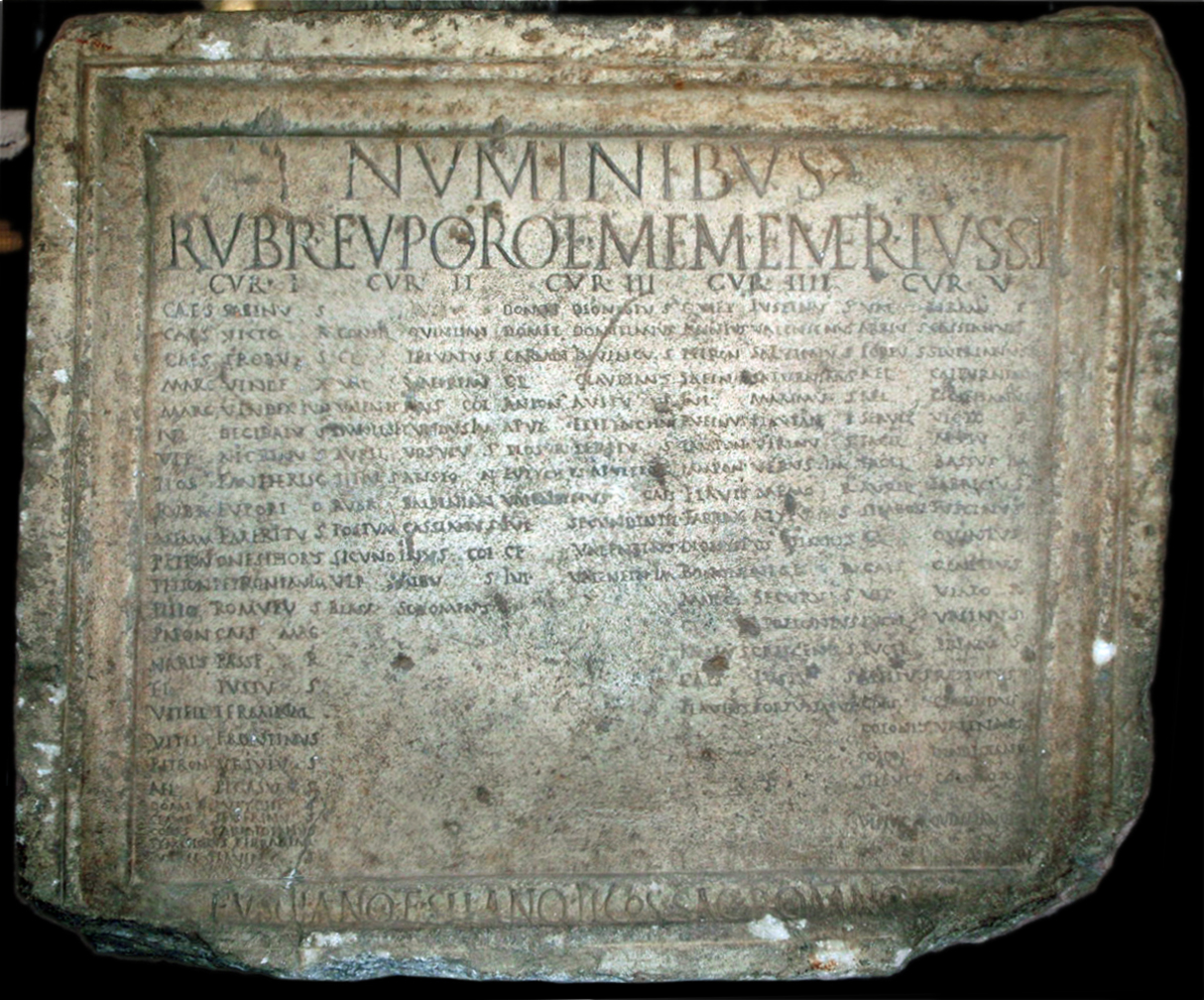
Liste des électeurs romains de la cité de Savaria.

On sait peu de choses sur la phase la plus précoce. Jusqu'à présent, aucun site d'implantation pré-romaine n'a été découvert dans la zone historique de la ville. L'expansion de la route de l'ambre, qui a probablement commencé sous le règne de l'empereur Tibère (14-37 apr. J.-C.), a probablement été un facteur décisif dans son essor sous le règne de l'empereur Claude (41-54 apr. J.-C.). La colonie romaine en l'honneur de l'empereur fondateur. Il est possible que la région d' Illyricum Inferius, qui était auparavant sous administration militaire romaine, ait été transformée en province de Pannonie et qu'une administration civile ait été introduite.Les premiers résidents étaient des vétérans de la Legio XV Apollinaris.
Sous le règne de l'empereur Trajan (98-117), la province de Pannonie fut divisée en Pannonie supérieure et inférieure. Après l'an 150 et durant la première moitié du IIIe siècle, les nouveaux colons venus d'Italie, du sud de la Gaule et des provinces orientales constituent la majorité de la population. La proportion de ce dernier groupe a augmenté particulièrement après les guerres marcomanes.
En 303, dans le cadre de s persécutions des chrétiens, Quirinus, l'évêque de Siscia, fut exécuté dans la ville. Saint Martin de Tours est probablement né à Szombathely en 316/317. D'autre part, l'Abbaye territoriale de Pannonhalma affirme également que le saint est né à proximité, car il y avait là aussi un ancien lieu appelé Savaria.
En 308, une réorganisation politique de la Pannonie fut décidée à Carnuntum sous la présidence de l'ancien empereur Dioclétien. Savaria devint alors le siège de la province nouvellement fondée de Pannonia Prima. Au Ve siècle, la ville fut progressivement abandonnée par ses habitants (principalement des Ostrogoths) qui s'installèrent dans les régions plus sûres de l'Empire romain. Le 7 septembre 456, un tremblement de terre dévasta les bâtiments en grande partie abandonnés. Certains revêtements routiers fortement déformés mis au jour lors des fouilles témoignent de cet événement.

## Galerie

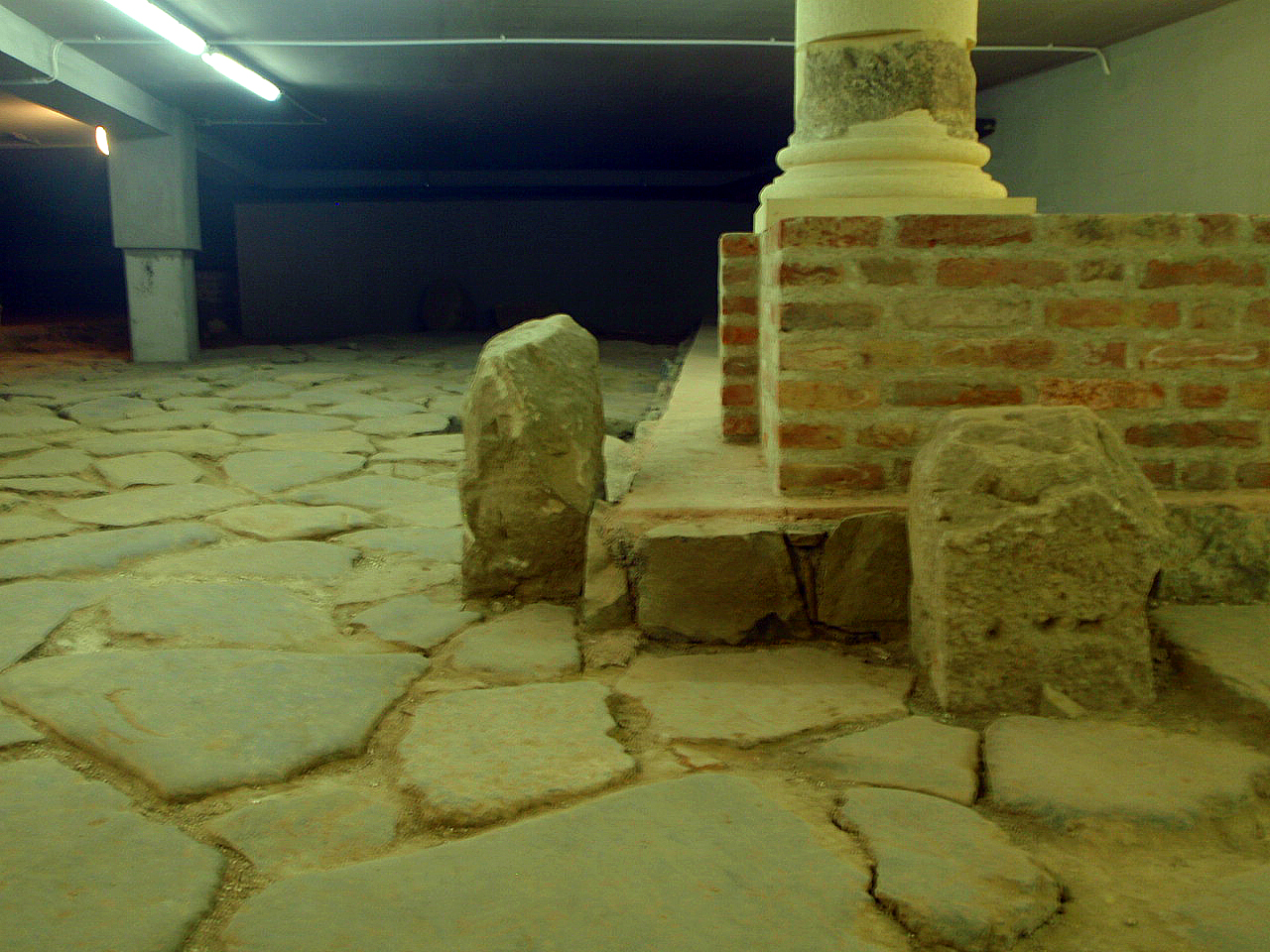
Vestiges romains dans Szombathely.
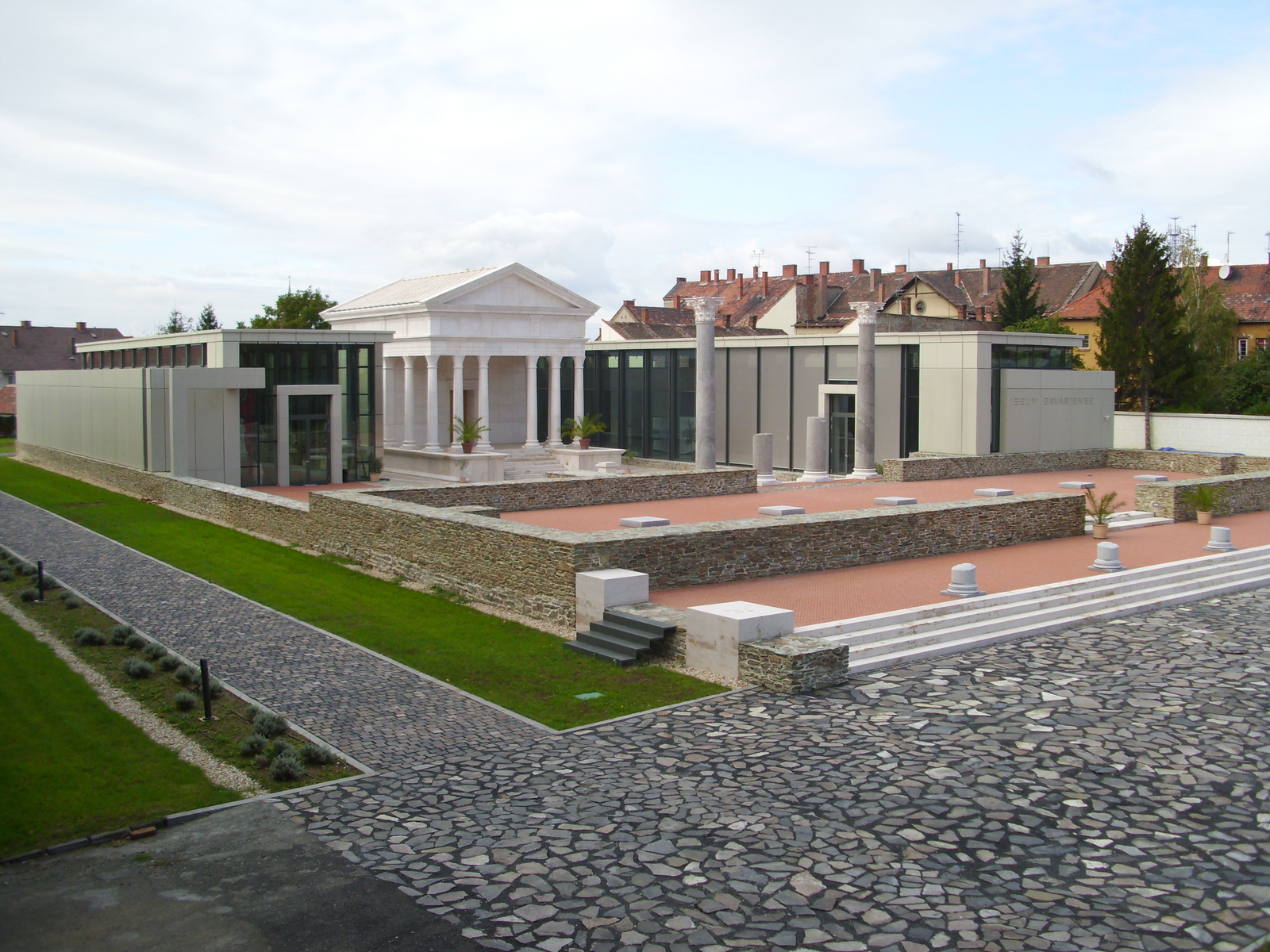
Reconstitution de l'Iseum.
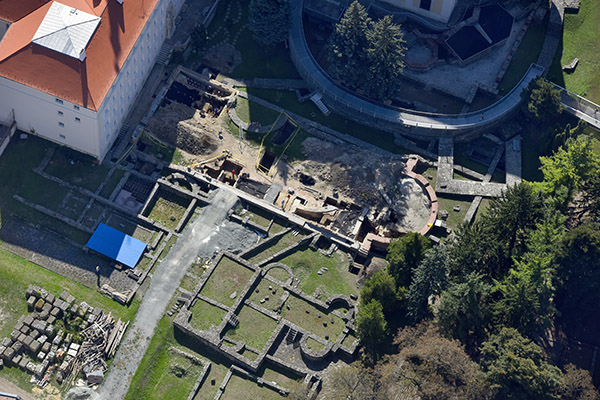
Vue aérienne du jardin des ruines.
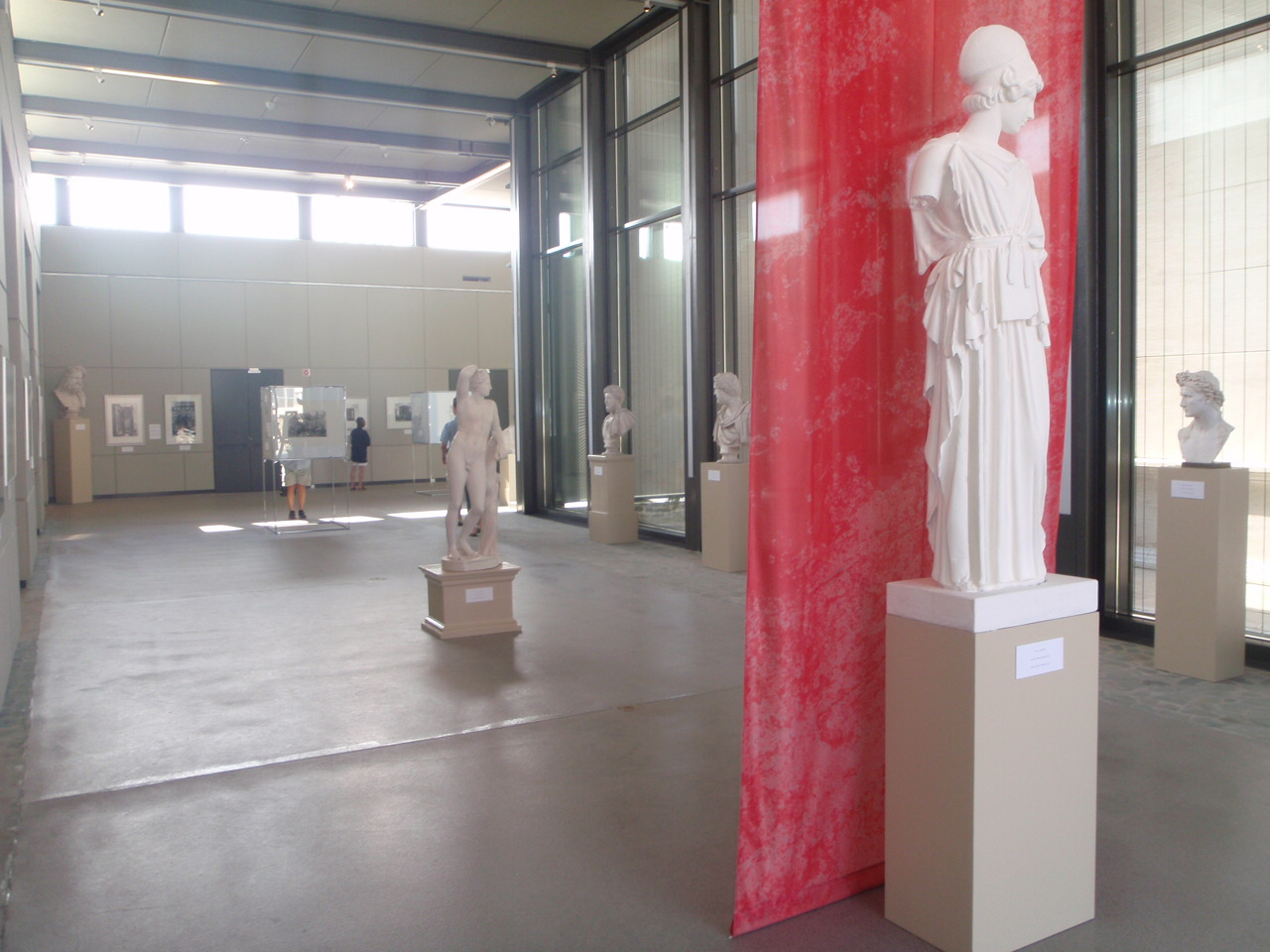
Intérieur de l'Iseum.